# Always Tell Your Wife
Always Tell Your Wife és un curtmetratge britànic mut de 1923 dirigit per Hugh Croise i acabat per Alfred Hitchcock, però no surt en els crèdits. Va ser portat el 1913 al teatre per Seymour Hicks - autor de l'obra de teatre i actor famós de l'època, així com intèrpret i productor d'aquest curt - que ja havia protagonitzat una anterior versió de 1914. Aquesta segona interpretació per al cinema de 1922, va ser confiada al director Hugh Croise.
Un cop iniciat el rodatge, el director ho va deixar. Alfred Hitchcock, en la seva llarga entrevista amb François Truffaut parla d'una baralla amb Hicks, que llavors va proposar a Hitchcock per acabar la pel·lícula; altres fonts parlen d'una malaltia de Croise. Sigui quin sigui el motiu, la pel·lícula - filmada en un estudi a Islington, de la qual només queda una cinta - va ser confiada al jove i pràcticament nouvingut Hitchcock que no surt als crèdits, però el talent és, segons els crítics, ja visible.
Discutiblement la primera pel·lícula dirigida per Alfred Hitchcock (junt amb Number 13 (1922), també coneguda com a Mrs. Peabody. Se'l va contractar originalment com ajudant de director, però quan el productor va barallar-se amb el director i el va acomiadar, va promocionar Hitchcock a director. Se sap que queda només un rodet d'aquesta pel·lícula de dos rodets.

## Argument
El marit, per trair la seva dona amb un xantatgista encantadora, fingeix estar refredat.

## Repartiment
- Seymour Hicks: el marit
- Gertrude McCoy: la seva dona

## Producció
La pel·lícula va ser produïda per Seymour Hicks Produccions. Va ser rodada als Islington Studios.

## Distribució
Distribuïda per Seymour Hicks Produccions, va ser estrenada als cinemes dels Estats Units al febrer de 1923. De la pel·lícula, originalment formada per dues cintes, segueix quedant una còpia incompleta.